# Clemens Albrecht
Clemens Christof Albrecht (* 1. Dezember 1959 in Stuttgart) ist ein deutscher Soziologe. 
Der Tenbruck-Schüler wurde 1992 an der Universität Tübingen promoviert, habilitierte sich 1999 an der Universität Potsdam, war ab 2002 Professor für Soziologie an der Universität Koblenz-Landau und ist seit April 2016 Professor an der Universität Bonn. Seit 2021 ist er Mitglied im Netzwerk Wissenschaftsfreiheit.
Albrecht befasst sich hauptsächlich mit Kultursoziologie. Zudem setzte er sich kritisch mit der Kritischen Theorie auseinander.

## Schriften (Auswahl)
- zusammen mit Andreas Göbel, Justin Stagl, Manfred Prisching und Michel Maffesoli Hrsg. der 2 × jährlich im Duncker & Humblot Verlag Berlin erscheinenden Zeitschrift Sociologia Internationalis Europäische Zeitschrift für Kulturforschung (SOCINT), ISSN 0038-0164 (und verantwortlich für die Redaktion).
- Zivilisation und Gesellschaft. Bürgerliche Kultur in Frankreich. Fink, München 1995; zugleich Phil. Diss., Universität Tübingen 1991.
- mit Günter C. Behrmann/Michael Bock/Harald Homann/Friedrich Tenbruck: Die intellektuelle Gründung der Bundesrepublik. Eine Wirkungsgeschichte der Frankfurter Schule, korrigierte Studienausgabe, Campus, Frankfurt am Main/New York 2000, ISBN 3-593-36638-X.
- mit Udo Göttlich und Winfried Gebhardt (Hrsg.): Populäre Kultur als repräsentative Kultur. Die Herausforderung der Cultural Studies, Fiktion und Fiktionalisierung. von Halem, Köln 2002, ISBN 3-931606-51-1.
- (Hrsg.): Die Bürgerliche Kultur und ihre Avantgarden, Kultur, Geschichte, Theorie. Studien zur Kultursoziologie, Ergon-Verlag, Würzburg 2004, ISBN 3-89913-368-4.